# Амбасада Египта у Џуби
Амбасада Египта у Џуби (енгл. Embassy of Egypt, Juba) је дипломатско представништво Египта које се налази у главном граду афричке државе Јужни Судан, Џуби. За првог амбасадора изабран је Карим Авад.